# Thohoyandou
Thohoyandou is een stad in de Zuid-Afrikaanse provincie Limpopo. De stad ligt in het midden van het Venda-gebied. Er woonden in 2011 ongeveer 70.000 mensen. 
Thohoyandou was de hoofdstad van het voormalige thuisland Venda van 1960 tot 1994. Het is nu de hoofdstad van het district Vhembe (vroeger Soutpansberg) langs de grens met Zimbabwe. De naam "Thohoyandou" betekent "hoofd van de olifant" in het Venda.
In de stad is de Universiteit van Venda gevestigd. Het stadion van Thohoyandou is de thuisbasis van de voetbalclub Black Leopards.

## Subplaatsen
Het nationaal instituut voor de statistiek, Stats SA, deelt sinds de census 2011 deze hoofdplaats in in 22 zogenaamde subplaatsen (sub place), waarvan de grootste zijn:
Makwarela • Miluwani Unit C • Muledane J.